# Evoluzione del collegio cardinalizio durante il pontificato di Pio XII
Di seguito è riportata l'evoluzione del collegio cardinalizio durante il pontificato di Pio XII (2 marzo 1939-9 ottobre 1958) e la successiva sede vacante (9 ottobre 1958-28 ottobre 1958).

## Evoluzione in sintesi
Dopo l'elezione del cardinale Eugenio Pacelli il collegio dei cardinali era costituito da 61 cardinali.

Pio XII ha creato 56 cardinali in 2 concistori.

Durante il suo pontificato sono deceduti 62 cardinali; 2 cardinali sono deceduti durante la sede vacante.
| Data                                 | Avvenimento                                                      | Totale |
| ------------------------------------ | ---------------------------------------------------------------- | ------ |
| 2 marzo 1939                         | Elezione del cardinale Eugenio Pacelli (Pio XII)                 | 61     |
| dal 1º aprile 1939 al 26 maggio 1958 | Cardinali creati                                                 | +56    |
| dal 1º aprile 1939 al 26 maggio 1958 | Cardinali deceduti                                               | -62    |
| 9 ottobre 1958                       | Morte di papa Pio XII                                            | 55     |
| 17 ottobre 1958                      | Morte del cardinale Celso Costantini                             | 54     |
| 25 ottobre 1958                      | Morte del cardinale Edward Aloysius Mooney                       | 53     |
| 28 ottobre 1958                      | Elezione del cardinale Angelo Giuseppe Roncalli (Giovanni XXIII) | 52     |

## Composizione per paese d'origine
Fra il conclave del 1939 e il conclave del 1958, la composizione del collegio per paese d'origine dei cardinali è fortemente mutata: gli italiani sono scesi a meno di un terzo, poco più di un terzo sono europei (altri) e un terzo i non europei. 
| Paese            | 1939 | 1958 |
| ---------------- | ---- | ---- |
| Argentina        | 1    | 2    |
| Brasile          | 1    | 3    |
| Canada           | 1    | 2    |
| Cile             | 0    | 1    |
| Colombia         | 0    | 1    |
| Cuba             | 0    | 1    |
| Ecuador          | 0    | 1    |
| Stati Uniti      | 3    | 2    |
| Totale America   | 6    | 13   |
| Cina             | 0    | 1    |
| India            | 0    | 1    |
| Iraq             | 1    | 1    |
| Totale Asia      | 1    | 3    |
| Austria          | 1    | 0    |
| Belgio           | 1    | 1    |
| Cecoslovacchia   | 1    | 0    |
| Francia          | 6    | 6    |
| Germania         | 3    | 2    |
| Irlanda          | 1    | 1    |
| Jugoslavia       | 0    | 1    |
| Paesi Bassi      | 0    | 0    |
| Polonia          | 1    | 1    |
| Portogallo       | 1    | 2    |
| Italia           | 36   | 17   |
| Regno Unito      | 1    | 0    |
| Spagna           | 3    | 3    |
| Ungheria         | 1    | 1    |
| Unione Sovietica | 0    | 1    |
| Totale Europa    | 56   | 36   |
| Australia        | 0    | 1    |
| Totale Oceania   | 0    | 1    |
| Totale           | 63   | 53   |

## Composizione per concistoro
Nonostante la quasi uguale durata dei pontificati di Pio XI e di Pio XII, avendo questi creato relativamente pochi cardinali, nei conclavi successivi alla loro morte, i cardinali creati dai precedenti pontefici, che erano il 15% nel 1939, sono diventati quasi un quarto nel 1958.
| Concistoro             | 1939 | 1958 |
| ---------------------- | ---- | ---- |
| Novembre 1911          | 2    |      |
| Creati da Pio X        | 2    | 0    |
| Dicembre 1916          | 4    |      |
| Marzo 1921             | 4    |      |
| Creati da Benedetto XV | 8    | 0    |
| Maggio 1923            | 1    |      |
| Marzo 1924             | 1    |      |
| Dicembre 1925          | 2    |      |
| Dicembre 1926          | 1    |      |
| Giugno 1927            | 2    | 1    |
| Dicembre 1927          | 2    |      |
| Luglio 1929            | 1    |      |
| Dicembre 1929          | 5    | 1    |
| Giugno 1930            | 4    | 1    |
| Marzo 1933             | 8    | 4    |
| Dicembre 1935          | 18   | 3    |
| Giugno 1936            | 2    | 1    |
| Dicembre 1937          | 5    | 2    |
| Creati da Pio XI       | 52   | 13   |
| Febbraio 1946          |      | 18   |
| Gennaio 1953           |      | 22   |
| Creati da Pio XII      |      | 40   |
| Totale                 | 62   | 53   |

## Elenco degli avvenimenti
| Data              | Avvenimento                                                                          | Paese              | Cardinali |
| ----------------- | ------------------------------------------------------------------------------------ | ------------------ | --------- |
| 2 marzo 1939      | Elezione papale del cardinale Eugenio Pacelli con il nome di Pio XII                 | Città del Vaticano | 61        |
| 1º aprile 1939    | Morte del cardinale Donato Raffaele Sbarretti Tazza                                  | Italia             | 60        |
| 23 aprile 1939    | Morte del cardinale Domenico Mariani                                                 | Italia             | 59        |
| 13 settembre 1939 | Morte del cardinale Angelo Maria Dolci                                               | Italia             | 58        |
| 2 ottobre 1939    | Morte del cardinale George William Mundelein                                         | Stati Uniti        | 57        |
| 9 aprile 1940     | Morte del cardinale Jean Verdier                                                     | Francia            | 56        |
| 22 agosto 1940    | Morte del cardinale Isidro Gomá y Tomás                                              | Spagna             | 55        |
| 11 marzo 1941     | Morte del cardinale Karl Joseph Schulte                                              | Germania           | 54        |
| 21 aprile 1941    | Morte del cardinale Karel Boromejský Kašpar                                          | Boemia e Moravia   | 53        |
| 8 ottobre 1941    | Morte del cardinale Lorenzo Lauri                                                    | Italia             | 52        |
| 26 febbraio 1942  | Morte del cardinale Tommaso Pio Boggiani                                             | Italia             | 51        |
| 19 maggio 1942    | Morte del cardinale Alfred-Henri-Marie Baudrillart                                   | Francia            | 50        |
| 17 ottobre 1942   | Morte del cardinale Sebastião Leme da Silveira Cintra                                | Brasile            | 49        |
| 17 marzo 1943     | Morte del cardinale Arthur Hinsley                                                   | Regno Unito        | 48        |
| 29 marzo 1943     | Morte del cardinale Ermenegildo Pellegrinetti                                        | Italia             | 47        |
| 11 aprile 1943    | Morte del cardinale Federico Cattani Amadori                                         | Italia             | 46        |
| 13 settembre 1943 | Morte del cardinale Francisco de Asís Vidal y Barraquer                              | Spagna             | 45        |
| 4 novembre 1943   | Morte del cardinale Vincenzo Lapuma                                                  | Italia             | 44        |
| 25 novembre 1943  | Morte del cardinale Carlo Cremonesi                                                  | Italia             | 43        |
| 22 aprile 1944    | Morte del cardinale William Henry O'Connell                                          | Stati Uniti        | 42        |
| 22 agosto 1944    | Morte del cardinale Luigi Maglione                                                   | Italia             | 41        |
| 29 marzo 1945     | Morte del cardinale Jusztinián Serédi                                                | Ungheria           | 40        |
| 6 luglio 1945     | Morte del cardinale Adolf Bertram                                                    | Germania occupata  | 39        |
| 13 ottobre 1945   | Morte del cardinale Joseph MacRory                                                   | Irlanda            | 38        |
| 31 gennaio 1946   | Morte del cardinale Pietro Boetto                                                    | Italia             | 37        |
| 18 febbraio 1946  | Concistoro per la creazione di 32 cardinali:                                         | Città del Vaticano | 69        |
| 18 febbraio 1946  | Krikor Bedros XV Aghagianian                                                         | Libano             | 69        |
| 18 febbraio 1946  | John Joseph Glennon                                                                  | Stati Uniti        | 69        |
| 18 febbraio 1946  | Benedetto Aloisi Masella                                                             | Italia             | 69        |
| 18 febbraio 1946  | Clemente Micara                                                                      | Italia             | 69        |
| 18 febbraio 1946  | Adam Stefan Sapieha                                                                  | Polonia            | 69        |
| 18 febbraio 1946  | Edward Aloysius Mooney                                                               | Stati Uniti        | 69        |
| 18 febbraio 1946  | Jules-Géraud Saliège                                                                 | Francia            | 69        |
| 18 febbraio 1946  | James Charles McGuigan                                                               | Canada             | 69        |
| 18 febbraio 1946  | Samuel Alphonsius Stritch                                                            | Stati Uniti        | 69        |
| 18 febbraio 1946  | Agustín Parrado y García                                                             | Spagna             | 69        |
| 18 febbraio 1946  | Clément-Emile Roques                                                                 | Francia            | 69        |
| 18 febbraio 1946  | Johannes de Jong                                                                     | Paesi Bassi        | 69        |
| 18 febbraio 1946  | Carlos Carmelo de Vasconcelos Motta                                                  | Brasile            | 69        |
| 18 febbraio 1946  | Pierre-André-Charles Petit de Julleville                                             | Francia            | 69        |
| 18 febbraio 1946  | Norman Thomas Gilroy                                                                 | Australia          | 69        |
| 18 febbraio 1946  | Francis Joseph Spellman                                                              | Stati Uniti        | 69        |
| 18 febbraio 1946  | José María Caro Rodríguez                                                            | Cile               | 69        |
| 18 febbraio 1946  | Teodósio Clemente de Gouveia                                                         | Portogallo         | 69        |
| 18 febbraio 1946  | Jaime de Barros Câmara                                                               | Brasile            | 69        |
| 18 febbraio 1946  | Enrique Pla y Deniel                                                                 | Spagna             | 69        |
| 18 febbraio 1946  | Manuel Arteaga y Betancourt                                                          | Cuba               | 69        |
| 18 febbraio 1946  | Josef Frings                                                                         | Germania occupata  | 69        |
| 18 febbraio 1946  | Juan Gualberto Guevara                                                               | Perù               | 69        |
| 18 febbraio 1946  | Bernard William Griffin                                                              | Regno Unito        | 69        |
| 18 febbraio 1946  | Manuel Arce y Ochotorena                                                             | Spagna             | 69        |
| 18 febbraio 1946  | József Mindszenty                                                                    | Ungheria           | 69        |
| 18 febbraio 1946  | Ernesto Ruffini                                                                      | Italia             | 69        |
| 18 febbraio 1946  | Konrad von Preysing Lichtenegg Moos                                                  | Germania occupata  | 69        |
| 18 febbraio 1946  | Clemens August von Galen                                                             | Germania occupata  | 69        |
| 18 febbraio 1946  | Antonio Caggiano                                                                     | Argentina          | 69        |
| 18 febbraio 1946  | Thomas Tien Ken-sin                                                                  | Cina               | 69        |
| 18 febbraio 1946  | Giuseppe Bruno                                                                       | Italia             | 69        |
| 9 marzo 1946      | Morte del cardinale John Joseph Glennon                                              | Stati Uniti        | 68        |
| 22 marzo 1946     | Morte del cardinale Clemens August von Galen                                         | Germania occupata  | 67        |
| 20 maggio 1946    | Morte del cardinale Enrico Gasparri                                                  | Italia             | 66        |
| 8 ottobre 1946    | Morte del cardinale Agustín Parrado y García                                         | Spagna             | 65        |
| 12 novembre 1946  | Morte del cardinale Camillo Caccia Dominioni                                         | Italia             | 64        |
| 17 gennaio 1947   | Morte del cardinale Jean-Marie-Rodrigue Villeneuve                                   | Canada             | 63        |
| 24 ottobre 1947   | Morte del cardinale Carlo Salotti                                                    | Italia             | 62        |
| 10 dicembre 1947  | Morte del cardinale Pierre-André-Charles Petit de Julleville                         | Francia            | 61        |
| 16 febbraio 1948  | Morte del cardinale Gennaro Granito Pignatelli di Belmonte                           | Italia             | 60        |
| 4 agosto 1948     | Morte del cardinale Enrico Sibilia                                                   | Italia             | 59        |
| 16 settembre 1948 | Morte del cardinale Manuel Arce y Ochotorena                                         | Spagna             | 58        |
| 17 settembre 1948 | Morte del cardinale Raffaele Carlo Rossi                                             | Italia             | 57        |
| 22 ottobre 1948   | Morte del cardinale August Hlond                                                     | Polonia            | 56        |
| 30 maggio 1949    | Morte del cardinale Emmanuel Célestin Suhard                                         | Francia            | 55        |
| 3 novembre 1949   | Morte del cardinale Francesco Marmaggi                                               | Italia             | 54        |
| 2 agosto 1950     | Morte del cardinale Luigi Lavitrano                                                  | Italia             | 53        |
| 21 dicembre 1950  | Morte del cardinale Konrad von Preysing Lichtenegg Moos                              | Germania Ovest     | 52        |
| 13 gennaio 1951   | Morte del cardinale Francesco Marchetti Selvaggiani                                  | Italia             | 51        |
| 31 maggio 1951    | Morte del cardinale Dennis Joseph Dougherty                                          | Stati Uniti        | 50        |
| 23 luglio 1951    | Morte del cardinale Adam Stefan Sapieha                                              | Polonia            | 49        |
| 13 marzo 1952     | Morte del cardinale Giovanni Battista Nasalli Rocca di Corneliano                    | Italia             | 48        |
| 11 maggio 1952    | Morte del cardinale Alessio Ascalesi                                                 | Italia             | 47        |
| 12 giugno 1952    | Morte del cardinale Michael von Faulhaber                                            | Germania Ovest     | 46        |
| 12 gennaio 1953   | Concistoro per la creazione di 24 cardinali:                                         | Città del Vaticano | 70        |
| 12 gennaio 1953   | Celso Costantini                                                                     | Italia             | 70        |
| 12 gennaio 1953   | Augusto Álvaro da Silva                                                              | Brasile            | 70        |
| 12 gennaio 1953   | Gaetano Cicognani                                                                    | Italia             | 70        |
| 12 gennaio 1953   | Angelo Giuseppe Roncalli (futuro papa Giovanni XXIII)                                | Italia             | 70        |
| 12 gennaio 1953   | Valerio Valeri                                                                       | Italia             | 70        |
| 12 gennaio 1953   | Pietro Ciriaci                                                                       | Italia             | 70        |
| 12 gennaio 1953   | Francesco Borgongini Duca                                                            | Italia             | 70        |
| 12 gennaio 1953   | Maurice Feltin                                                                       | Francia            | 70        |
| 12 gennaio 1953   | Marcello Mimmi                                                                       | Italia             | 70        |
| 12 gennaio 1953   | Carlos María Javier de la Torre                                                      | Ecuador            | 70        |
| 12 gennaio 1953   | Alojzije Viktor Stepinac                                                             | Jugoslavia         | 70        |
| 12 gennaio 1953   | Georges-François-Xavier-Marie Grente                                                 | Francia            | 70        |
| 12 gennaio 1953   | Giuseppe Siri                                                                        | Italia             | 70        |
| 12 gennaio 1953   | John Francis D'Alton                                                                 | Irlanda            | 70        |
| 12 gennaio 1953   | James Francis Louis McIntyre                                                         | Stati Uniti        | 70        |
| 12 gennaio 1953   | Giacomo Lercaro                                                                      | Italia             | 70        |
| 12 gennaio 1953   | Stefan Wyszyński                                                                     | Polonia            | 70        |
| 12 gennaio 1953   | Benjamín de Arriba y Castro                                                          | Spagna             | 70        |
| 12 gennaio 1953   | Fernando Quiroga y Palacios                                                          | Spagna             | 70        |
| 12 gennaio 1953   | Paul-Émile Léger                                                                     | Canada             | 70        |
| 12 gennaio 1953   | Crisanto Luque Sánchez                                                               | Colombia           | 70        |
| 12 gennaio 1953   | Valerian Gracias                                                                     | India              | 70        |
| 12 gennaio 1953   | Joseph Wendel                                                                        | Germania Ovest     | 70        |
| 12 gennaio 1953   | Alfredo Ottaviani                                                                    | Italia             | 70        |
| 6 marzo 1954      | Morte del cardinale Massimo Massimi                                                  | Italia             | 69        |
| 30 agosto 1954    | Morte del cardinale Alfredo Ildefonso Schuster                                       | Italia             | 68        |
| 4 ottobre 1954    | Morte del cardinale Francesco Borgongini Duca                                        | Italia             | 67        |
| 21 ottobre 1954   | Morte del cardinale Domenico Jorio                                                   | Italia             | 66        |
| 10 novembre 1954  | Morte del cardinale Giuseppe Bruno                                                   | Italia             | 65        |
| 27 novembre 1954  | Morte del cardinale Juan Gualberto Guevara                                           | Perù               | 64        |
| 8 settembre 1955  | Morte del cardinale Johannes de Jong                                                 | Paesi Bassi        | 63        |
| 9 ottobre 1955    | Morte del cardinale Theodor Innitzer                                                 | Austria            | 62        |
| 20 agosto 1956    | Morte del cardinale Bernard William Griffin                                          | Regno Unito        | 61        |
| 5 novembre 1956   | Morte del cardinale Jules-Géraud Saliège                                             | Francia            | 60        |
| 8 aprile 1957     | Morte del cardinale Pedro Segura y Sáenz                                             | Spagna             | 59        |
| 23 agosto 1957    | Morte del cardinale Giovanni Mercati                                                 | Italia             | 58        |
| 30 novembre 1957  | Morte del cardinale Adeodato Giovanni Piazza                                         | Italia             | 57        |
| 29 marzo 1958     | Morte del cardinale Alessandro Verde                                                 | Italia             | 56        |
| 26 maggio 1958    | Morte del cardinale Samuel Alphonsius Stritch                                        | Stati Uniti        | 55        |
| 9 ottobre 1958    | Morte di papa Pio XII                                                                | Città del Vaticano | 55        |
| 17 ottobre 1958   | Morte del cardinale Celso Costantini                                                 | Italia             | 54        |
| 25 ottobre 1958   | Morte del cardinale Edward Aloysius Mooney                                           | Stati Uniti        | 53        |
| 25 ottobre 1958   | Apertura del conclave                                                                | Città del Vaticano | 53        |
| 28 ottobre 1958   | Elezione papale del cardinale Angelo Giuseppe Roncalli con il nome di Giovanni XXIII | Città del Vaticano | 52        |